# Nikolaj Antonov
Nikolaj Jakimov Antonov (bolgárul: Николай Якимов Антонов; Razgrad, 1968. augusztus 17. –) fedett pályás világbajnok és Európa-bajnok bolgár atléta. Fő száma a 200 méteres síkfutás volt, szinte minden jegyzett eredményét ezen a távon érte el, de indult versenyeken 100 méteren és távolugrásban is.
Élete legjobb 200 méteres időeredménye 20,20 másodperc, ezt az 1991-es atlétikai világbajnokságon futotta Tokióban. Az eredmény, amelyet a negyeddöntőben ért el, azóta is bolgár rekord. A világbajnokságon döntőbe jutott és 7. lett.

## Egyéni legjobbjai
| Táv        | Eredmény (szél) | Hely      | Dátum               |
| ---------- | --------------- | --------- | ------------------- |
| 100 méter  | 10,53 (+0.9)    | Athén     | 1986. július 17.    |
| 200 méter  | 20,20 (+0.8)    | Tokió     | 1991. augusztus 26. |
| Távolugrás | 7,97 (+0.6)     | Stuttgart | 1993. augusztus 20. |